# Рифаи, Нуреддин
Нуреддин Рифаи (араб. نور الدين الرفاعي‎; 1899 — январь 1980) — ливанский военачальник и государственный деятель, премьер-министр Ливана (1975).

## Биография
Мусульманин-суннит и отставной генерал он был назначен на пост премьер-министра президентом Франжье в ответ на эскалацию гражданской войны в Ливане. Подобный шаг был воспринят противоборствующими сторонами негативно, поскольку армия не оценивалась как стабилизирующий государственный институт. После массовых протестов Рифаи подал в отставку, пробыв на премьерском посту всего три дня.